# South Park (Wyoming)
South Park es un lugar designado por el censo ubicado en el condado de Teton en el estado estadounidense de Wyoming.  En el año 2010 tenía una población de 1.731 habitantes y una densidad poblacional de 56.68 personas por km² .

## Geografía
South Park se encuentra ubicado en las coordenadas 43°25′26.61″N 110°47′58.24″O / 43.4240583, -110.7995111. Según la Oficina del Censo, la localidad tiene un área total de 29,5 km² (11,4 mi²), de la cual 29,5 km² (11,4 mi²) es tierra y 0 km² (0 mi²) (0.0%) es agua.

### Localidades adyacentes
El siguiente diagrama muestra a las localidades en un radio de 36 kilómetros (22,4 mi) de South Park.

## Demografía
En el 2000 la renta per cápita promedia del hogar era de $63.864, y el ingreso promedio para una familia era de $70.625. El ingreso per cápita para la localidad era de $32.458. En 2000 los hombres tenían un ingreso per cápita de $42.837 contra $33.836 para las mujeres. Alrededor del 3.60% de la población estaba bajo el umbral de pobreza nacional.